# Discografia de Wiz Khalifa
A discografia do rapper americano Wiz Khalifa consiste em um álbum de estúdio, dois álbuns independentes, nove mixtapes, quatro singles, quatro videoclipes e seis participações especiais. Seu primeiro álbum independente foi lançado em 2006 e chama-se Show and Prove. Em 2008 Deal or No Deal, o segundo álbum independente, apareceu no R&B/Hip-Hop Albums, parada de álbuns da Billboard.
No final de 2010, Khalifa lançou o single "Black and Yellow", que se tornou um grande sucesso, chegando ao número um nos Estados Unidos, e alcançando ótimas posições em vários países. Posteriormente lançou o álbum "Rolling Papers", que conseguiu disco de ouro nos Estados Unidos, e que também inclui os singles "Roll Up", "On My Level" e "No Sleep"

## Álbuns

### Álbuns de estúdio
| 2006                                                                         | Show and Prove - 1° álbum de estúdio - Lançamento: 5 de setembro de 2006 - Gravadora: Rostrum - Formato: CD, digital download               | — | —  | —  | —  | —  | —  | —  | —  | —  | —   |                   |
| 2009                                                                         | Deal or No Deal - 2° álbum de estúdio - Lançamento: 24 de novembro de 2009 - Gravadora: Rostrum - Formato: CD, digital download             | — | 25 | 10 | —  | —  | —  | —  | —  | —  | —   |                   |
| 2011                                                                         | Rolling Papers - 3° álbum de estúdio - Lançamento: 29 de Março de 2011 - Gravadora: Rostrum, Atlantic - Formato: CD, LP, digital download   | 2 | 1  | 1  | 77 | 6  | 60 | 67 | 49 | 68 | 47  | - : Ouro - : Ouro |
| 2012                                                                         | O.N.I.F.C. - 4° álbum de estúdio - Lançamento: 13 de Dezembro de 2012 - Gravadora: Rostrum, Atlantic - Formato: CD, LP, digital download    | 2 | 1  | 1  | 99 | 14 | 65 | 75 | —  | 35 | 105 |                   |
| 2014                                                                         | Blacc Hollywood - 5° álbum de estúdio - Lançamento: 19 de agosto de 2014 - Gravadora: Rostrum, Atlantic - Formato: CD, LP, digital download | 1 | 1  | 1  | 26 | 1  | 31 | 12 | 56 | 7  | 27  |                   |
| "—" Denota álbuns que não entraram ou não foram lançado nas paradas do país. | |   |    |    |    |    |    |    |    |    |     |                   |

### Álbuns em colaboração
| 2011                                                                         | Mac & Devin Go to High School (com Snoop Dogg) - 1° álbum colaborativo - Lançamento: 13 de dezembro de 2011 - Gravadora: Rostrum, Atlantic, Doggystyle - Formato: CD, digital download | 29 | 6 | 3 |
| "—" Denota álbuns que não entraram ou não foram lançado nas paradas do país. | |    |   |   |

## Mixtapes
| Ano  | Título                                       |
| ---- | -------------------------------------------- |
| 2005 | "Prince of the City: Welcome to Pistolvania" |
| 2007 | "Grow Season"                                |
| 2007 | "Prince of the City 2"                       |
| 2008 | "Star Power"                                 |
| 2009 | "Flight School"                              |
| 2009 | "How Fly" (com Curren$y)                     |
| 2009 | "Burn After Rolling"                         |
| 2010 | "Kush & Orange Juice"                        |
| 2011 | "Cabin Fever"                                |

## Singles
| 2010                                                         | "Black and Yellow"                                      | 1   | 31 | 24 | 7  | 12 | 2 | 38 | 14 | 21 | 5  | 44 | - Platina - 2× Platina - 3× Platina | Rolling Papers                |
| 2011                                                         | "Roll Up"                                               | 13  | —  | —  | 56 | —  | — | 60 | 49 | —  | 42 | —  | - Platina                           | Rolling Papers                |
| 2011                                                         | "On My Level" (Part. Too $hort)                         | 52  | —  | —  | 96 | —  | — | —  | —  | —  | —  | —  | - Ouro                              | Rolling Papers                |
| 2011                                                         | "No Sleep"                                              | 6   | —  | —  | 64 | —  | — | 80 | —  | —  | —  | 76 | - Platina                           | Rolling Papers                |
| 2012                                                         | "Work Hard, Play Hard"                                  | 17  | 76 | 93 | 40 | —  | — | 50 | —  | —  | —  | —  | - Ouro                              | O.N.I.F.C.                    |
| 2012                                                         | "Remember You"                                          | 63  | 15 | 13 | —  | —  | — | —  | —  | —  | —  | —  |                                     | O.N.I.F.C.                    |
| 2013                                                         | "Wo Own It (com 2 Chainz) "                             | 16  | 4  | 3  | 6  | 14 | 5 | 21 | 6  | 13 | 3  | 6  | - Platina                           | Furious 6 Original Soundtrack |
| 2014                                                         | "We Dem Boyz"                                           | 43  | 10 | 4  | 40 | —  | — | —  | —  | —  | —  | —  | - Ouro                              | Blacc Hollywood               |
| 2014                                                         | "KK" (Com Project Pat & Juicy J)                        | 108 | 35 | 23 | —  | —  | — | —  | —  | —  | —  | —  |                                     | Blacc Hollywood               |
| 2014                                                         | "You And Your Friends" (Com Ty Dolla Sign & Snoop Dogg) | 82  | 21 | 18 | —  | —  | — | —  | —  | —  | —  | —  |                                     | Blacc Hollywood               |
| 2014                                                         | "Stayin Out All Night"                                  | 125 | 39 | —  | —  | —  | — | —  | —  | —  | —  | —  |                                     | Blacc Hollywood               |
| 2014                                                         | "Promises"                                              | 107 | 34 | —  | —  | —  | — | —  | —  | —  | —  | —  |                                     | Blacc Hollywood               |
| 2014                                                         | "See You Again"                                         | 1   | 1  | 1  | 1  | 1  | 1 | 1  | 1  | 1  | 1  | 1  | - Ouro                              | Furious 7 Soundtrack          |
| "—" Não entrou na tabela musical ou não foi lançado no país. |                                                         |     |    |    |    |    |   |    |    |    |    |    |                                     |                               |

## Singles em colaboração
| Ano  | Título                                                 | Melhor Posição | Melhor Posição | Melhor Posição | Melhor Posição | Melhor Posição | Melhor Posição | Melhor Posição | Melhor Posição | Melhor Posição | Melhor Posição | Melhor Posição | Certificação                  | Álbum                         |
| Ano  | Título                                                 | EUA            | ALE            | AUS            | CAN            | DIN            | FRA            | IRL            | ITA            | NZL            | RU             | SUI            | Certificação                  | Álbum                         |
| ---- | ------------------------------------------------------ | -------------- | -------------- | -------------- | -------------- | -------------- | -------------- | -------------- | -------------- | -------------- | -------------- | -------------- | ----------------------------- | ----------------------------- |
| 2011 | "Young, Wild & Free" (Com Snoop Dogg part. Bruno Mars) | 7              | 15             | 4              | 15             | 19             | 6              | 33             | 5              | 2              | 44             | 6              | - 3× Platina - Platina - Ouro | Mac & Devin Go to High School |

## Participações especiais
| 2011                                                         | "Bright Lights Bigger City" (Cee Lo Green part. Wiz Khalifa          | 102 | 54 | —  | 83 | 36 | 9  | 13 | —  |                                     | The Lady Killer                         |
| 2011                                                         | "Best Night of My Life" (Jamie Foxx Part. Wiz Khalifa)               | 108 | —  | —  | —  | —  | —  | —  | —  |                                     | Best Night Of My Life                   |
| 2011                                                         | "Till I'm Gone" (Tinie Tempah Part. Wiz Khalifa)                     | 90  | —  | —  | —  | 32 | —  | 24 | 69 |                                     | Disc-Overy                              |
| 2011                                                         | "Oh My" (DJ Drama Part. Fabolous, Roscoe Dash e Wiz Khalifa)         | 95  | —  | —  | —  | —  | —  | —  | —  |                                     | Third Power                             |
| 2011                                                         | "5 O'Clock" (T-Pain Part. Lily Allen e Wiz Khalifa )                 | 10  | —  | 29 | 15 | —  | 27 | 6  | 63 | - Ouro                              | Revolver                                |
| 2011                                                         | "Gettin' Paid" (Trae Part. Wiz Khalifa)                              | —   | —  | —  | —  | —  | —  | —  | —  |                                     | Street King                             |
| 2012                                                         | "Till I Die" (Chris Brown Part. Big Sean & Wiz Khalifa)              | 101 | —  | —  | —  | —  | —  | —  | —  |                                     | Fortune                                 |
| 2012                                                         | "Payphone" (Maroon 5 Part. Wiz Khalifa)                              | 2   | 4  | 2  | 1  | 3  | 2  | 1  | 4  | - 3× Platina - 3× Platina - Platina | Overexposed                             |
| 2012                                                         | "Celebration" (Game Part. Wiz Khalifa, Chris Brown, Tyga, Lil Wayne) | 81  | 24 | 19 | —  | —  | —  | —  | —  |                                     | Jesus Piece                             |
| 2013                                                         | "23" (Meek Will Made it Part. Miley Vyrus, Juicy J & Wiz Khalifa)    | 11  | 4  | 2  | 39 | 22 | —  | —  | 85 | - Ouro                              | Est. In 1989 Pt. 3 (The Album)          |
| 2014                                                         | "Or Nah" (Ty Dolla Sign Part. Wiz Khalifa)                           | 48  | 12 | —  | —  | —  | —  | —  | —  |                                     | Beach House                             |
| 2014                                                         | "Shell Shocked" (Juicy J Part. Wiz Khalifa)                          | 84  | 26 | 17 | —  | —  | —  | —  | —  |                                     | Teenage Mutant Ninja Turtles Soundtrack |
| "—" Não entrou na tabela musical ou não foi lançado no país. |                                                                      |     |    |    |    |    |    |    |    |                                     |                                         |

## Singles Promocionais
| 2007                                                         | "Say Yeah" | 119 | 20 |                |
| 2011                                                         | "The Race" | 66  | —  | Rolling Papers |
| "—" Não entrou na tabela musical ou não foi lançado no país. |            |     |    |                |

## Outras canções
| 2011                                                         | "When I'm Gone"                                         | 57  | 88 | Rolling Papers                |
| 2011                                                         | "Taylor Gang" (Part. Chevy Woods)                       | 122 | —  | Rolling Papers                |
| 2011                                                         | "Fly Solo"                                              | 124 | —  | Rolling Papers                |
| 2011                                                         | "High" (Part. Big Sean Part. Wiz Khalifa e Chiddy Bang) | 98  | —  | Finally Famous                |
| 2011                                                         | "Smokin' On" (Com Snoop Dogg part. Juicy J)             | 117 | —  | Mac & Devin Go to High School |
| "—" Não entrou na tabela musical ou não foi lançado no país. |                                                         |     |    |                               |

## Vídeos musicais
| Ano  | Título               | Diretor       |
| ---- | -------------------- | ------------- |
| 2008 | "Say Yeah"           | Ara Soudjian  |
| 2010 | "Black and Yellow"   | Bill Paladino |
| 2011 | "Roll Up"            | Jake Davis    |
| 2011 | "On My Level"        | Jake Davis    |
| 2011 | "No Sleep"           | Colin Tilley  |
| 2011 | "Taylor Gang         | Bill Paladino |
| 2011 | "Dessert"            | Bill Paladino |
| 2011 | "Young, Wild & Free" | Dylan Brown   |
| 2011 | "California"         | Bill Paladino |